# さそり座ロー星
さそり座ρ星（さそり座ロー星、ρ Sco / ρ Scorpii））は、さそり座の恒星で4等星。

## 概要
B型のスペクトルを持つ準巨星である主星Aと約40秒離れた位置に見える伴星Bの二重星である。主星Aは、これ自体が分光連星であるが、あまりに2つの星が近くにあるため詳細はわかっていない。

## 名称
固有名はイクリール (Iklil) 。この星は、同じさそり座のβ星、δ星、π星、ν星とともに、イスラームの月宿（マナージル・アン＝カマル、manāzil al-qamar）の第17月宿アル＝イクリール (al-iklīl) の一部とされていた。al-iklīlは、アラビア語で「王冠」を意味する。2017年9月5日、国際天文学連合の恒星の命名に関するワーキンググループ (Working Group on Star Names, WGSN) は、さそり座ρ星Aaの固有名として、Iklil を正式に定めた。